# Мусонда, Чарли (футболист, 1996)
Чарльз Мусонда (англ. Charles Musonda; род. 15 октября 1996, Брюссель), более известный как Чарли Мусонда или Чарли Мусонда-младший — бывший бельгийский футболист замбийского происхождения, запомнился как полузащитник "Челси".

## Клубная карьера

### Начало карьеры
Мусонда родился в Брюсселе и начал свою карьеру в молодёжной системе «Андерлехта». В 2011 году, когда ему было 15 лет, он заинтересовал скаутов «Барселоны», «Реал Мадрида», «Манчестер Юнайтед», «Манчестер Сити» и «Челси».

### «Челси»
11 июня 2012 года Мусонда перешёл в английский «Челси» вместе со своими двумя старшими братьями, после того, как клуб предварительно согласовал сумму с «Андерлехтом». 24 октября 2013 года он подписал профессиональный контракт с клубом. 5 марта 2015 года после регулярных выступлений за команду до 21 года с Мусондой продлили контракт до 2019 года. Он привлёк интерес таких французских клубов как «Монако» и «Олимпик Марсель» в летнее трансферное окно, после победного сезона в Юношеской лиге УЕФА и Молодёжном кубке Англии, но переход не состоялся.
В первой половине сезона 2015/16 он не получил шанса попасть в первую команду и попросил покинуть клуб из-за отсутствия возможностей в декабре. В январе 2016 года он отказался перейти в аренду в бельгийский «Стандард».

#### Аренда в «Бетис»
29 января 2016 года Мусонда перешёл в «Реал Бетис», выступающий в Примере, на правах аренды до конца сезона. Дебют на профессиональном уровне состоялся 7 февраля, когда он вышел в стартовом составе в домашнем матче с «Валенсией», по итогам которого был признан Игроком матча. Свой первый гол Мусонда забил уже в следующем матче. 13 февраля в матче с «Депортиво» он сравнял счет на 20-й минуте, матч закончился со счетом 2:2.
За полгода Мусонда провел 16 матчей в чемпионате Испании и забил один гол. 22 июня 2016 года «Реал Бетис» продлил его аренду на сезон 2016/17. Летом по окончании сезона он взял себе 7 номер, сказав следующее: «Я очень рад, что могу исполнить свою мечту в этом невероятном клубе и взять седьмой номер вслед за таким отличным игроком, как Хоакин. Это номер моего кумира Криштиану Роналду, за которым я наблюдал, будучи ещё ребёнком и который вдохновлял меня. Теперь пришла моя очередь вдохновлять маленьких детей. Я мечтал играть в Ла Лиге и выступать под седьмым номером. Я прошу прощения у болельщиков, которые купили мою футболку с девятым номером, я готов возместить их затраты».
Он всего один раз вышел в стартовом составе в восьми матчах и в декабре 2016 года предположительно досрочно вернулся в «Челси», где тренировался с первой командой.

#### Возвращение в «Челси»
1 января 2017 «Бетис» официально подтвердил досрочное прекращение аренды Мусонды и его возвращение в «Челси». В течение зимнего трансферного окна интерес к переходу игрока возник у многих европейских клубов, в том числе у «Ромы». В итоге на пресс-конференции после матча с Ливерпулем (31 января 2017 года) главный тренер Антонио Конте подтвердил, что Мусонда, вместе с Кенеди и Аке, остается в расположении команды до конца сезона.
Мусонда вошел в основной состав команды на сезон 2017/18 и получил футболку с номером 17. Дебютным появлением в составе первой команды «Челси» стал его выход на замену на 83-й минуте в матче за Суперкубок Англии (6 августа 2017), а 12 августа он дебютировал в Премьер-лиге, выйдя на замену на 90+2-й минуте в матче с «Бернли» (2:3). Первый выход в стартовом составе произошел в матче Кубка Лиги с Ноттингем Форест 20 сентября 2017, в котором Мусонда также забил свой первый гол за «Челси» на 40-й минуте.

## Международная карьера
Мусонда выступал за различные юношеские сборные Бельгии, с 2014 года он является членом юношеской сборной Бельгии до 21 года.

## Статистика выступлений
| Выступление      | Выступление            | Выступление      | Лига | Лига | Кубок страны | Кубок страны | Кубок лиги | Кубок лиги | Еврокубки | Еврокубки | Прочие | Прочие | Итого | Итого |
| Клуб             | Лига                   | Сезон            | Игры | Голы | Игры         | Голы         | Игры       | Голы       | Игры      | Голы      | Игры   | Голы   | Игры  | Голы  |
| ---------------- | ---------------------- | ---------------- | ---- | ---- | ------------ | ------------ | ---------- | ---------- | --------- | --------- | ------ | ------ | ----- | ----- |
| Челси            | Премьер-лига           | 2016/17          | 0    | 0    | 0            | 0            | 0          | 0          | —         | —         | —      | —      | 0     | 0     |
| Челси            | Премьер-лига           | 2017/18          | 3    | 0    | 1            | 0            | 2          | 1          | 0         | 0         | 1      | 0      | 7     | 1     |
| Челси            | Итого                  | Итого            | 3    | 0    | 1            | 0            | 2          | 1          | 0         | 0         | 1      | 0      | 7     | 1     |
| → Реал Бетис     | Примера                | 2015/16          | 16   | 1    | 0            | 0            | —          | —          | —         | —         | —      | —      | 16    | 1     |
| → Реал Бетис     | Примера                | 2016/17          | 8    | 0    | 0            | 0            | —          | —          | —         | —         | —      | —      | 8     | 0     |
| → Реал Бетис     | Итого                  | Итого            | 24   | 1    | 0            | 0            | —          | —          | —         | —         | —      | —      | 24    | 1     |
| → Селтик         | Шотландский Премьершип | 2017/18          | 4    | 0    | 2            | 0            | —          | —          | 2         | 0         | —      | —      | 8     | 0     |
| → Селтик         | Итого                  | Итого            | 4    | 0    | 2            | 0            | —          | —          | 2         | 0         | —      | —      | 8     | 0     |
| → Витесс         | Эредивизи              | 2018/19          | 1    | 0    | 0            | 0            | —          | —          | —         | —         | —      | —      | 1     | 0     |
| → Витесс         | Эредивизи              | 2019/20          | 3    | 0    | 0            | 0            | —          | —          | —         | —         | —      | —      | 3     | 0     |
| → Витесс         | Итого                  | Итого            | 4    | 0    | 0            | 0            | —          | —          | —         | —         | —      | —      | 4     | 0     |
| Всего за карьеру | Всего за карьеру       | Всего за карьеру | 35   | 1    | 3            | 0            | 2          | 1          | 2         | 0         | 1      | 0      | 43    | 2     |

## Достижения
«Челси»
- Чемпион молодёжной Премьер-лиги: 2013/14
- Обладатель Молодёжного кубка Англии (2): 2014, 2015
- Победитель Юношеской лиги УЕФА: 2015

## Личная жизнь
Два его старших брата Ламиша и Тика, также прошли через молодёжные системы «Андерлехта» и «Челси». Их отец, Чарли Мусонда, тоже был футболистом. Он играл в «Андерлехте» и регулярно выступал за сборную Замбии.